# 李元則
李元則（620年 - 651年），字彝，唐高祖李淵第十二子，母王才人。
621年，封荊王，633年，上任豫州刺史。636年，改封彭王，任遂州都督。638年，因为所穿冠服位階僭越，而免官。
643年，任澧州刺史，態度改变，开始精励政務，名声显著。651年，去世，追贈司徒、荊州大都督，陪葬献陵，谥号思。唐高宗登望春宮望其灵车，慟哭失声。無子，过继霍王李元軌之子李絢为後，龍朔年間李絢为南昌王。

## 传記資料
- 《旧唐書》卷六十四·列传第十四·彭王元則传
- 《新唐書》卷七十九·列传第四·彭王元則传